# Hirschbach im Mühlkreis
Hirschbach im Mühlkreis település Ausztriában, Felső-Ausztria tartományban, a Freistadti járásban, területe 23,6 km².

## Fekvése
Tengerszint feletti magassága 640 méter. Hirschbach im Mühlkreis Reichenthal, Waldburg, Neumarkt im Mühlkreis, Ottenschlag im Mühlkreis és Schenkenfelden településekkel határos.

## Népesség
Lakosainak száma 1194 fő (2018. január 1.).